# Список маяков Аляски
Ниже представлен список маяков американского штата Аляска. Согласно данным Береговой охраны США, по состоянию на 2020 год их насчитывается одиннадцать, ещё пять в прошлом существовали, но были заменены автоматическими «скелетными башнями».
Первый маяк Аляски был возведён русскими до Продажи Аляски (1867 год) на острове Баранова в городе Ситка на За́мковом холме. Правительство США посчитало этот маяк ненужным, и он был заброшен в 1877 году. Первый американский маяк появился на Аляске в 1902 году, всего в 1902—1906 годах было построено десять маяков, затем, в основном в 1930-х годах, они возводились заново, так как даже самые прочные деревянные конструкции не выдерживали местных климатических условий более 20—30 лет. Большинство маяков Аляски построены в стиле ар-деко.
Аляске принадлежат самый северный, самый западный и самый изолированный маяки континента. Смена смотрителей отдалённых маяков Аляски могла продолжаться до четырёх лёт (брать семью с собой запрещалось), а припасов с «большой земли» они могли не получать до десяти месяцев.

## Список
Сортировка — по убыванию высоты.
| Название                  | Местонахождение                                                               | Фото | Высота башни, м | Высота огня над уровнем океана, м | Год начала работы | Комментарии, ссылки |
| ------------------------- | ----------------------------------------------------------------------------- | ---- | --------------- | --------------------------------- | ----------------- | --- |
| Маяк мыса Десижн          | Юго-Восточная Аляска, Питерсберг (арх. Александра, о. Кую)                    |      | 22,9            | 23                                | 1932              | |
| Маяк островов Файв-Фингер | Юго-Восточная Аляска, Питерсберг (зал. Фредерик)                              |      | 20,7            | 25                                | 1935              | Второй маяк на этом месте с 1902 г. |
| Маяк мыса Хинчинбрук      | Валдиз—Кордова (зал. Принс-Уильям, о. Хинчинбрук)                             |      | 20,4            | 72                                | 1934              | Второй маяк на этом месте с 1910 г. |
| Маяк острова Мэри         | Юго-Восточная Аляска, Принс-оф-Уэльс — Хайдер (пролив Ревильяхихедо, о. Мэри) |      | 18,6            | 23                                | 1937              | Второй маяк на этом месте с 1903 г. |
| Маяк Три-Пойнт            | Юго-Восточная Аляска, Кетчикан-Гейтуэй (пролив Ревильяхихедо)                 |      | 17,7            | 26                                | 1935              | Второй маяк на этом месте с 1905 г. Единственный маяк Аляски, стоящий на материке, а не на острове.                                                                                                   |
| Маяк Элдред-Рок           | Хейнс (зал. Линн-Канал, о. Элдред-Рок)                                        |      | 17,1            | 28                                | 1905              | |
| Маяк мыса Святого Ильи    | Валдиз—Кордова (о. Каяк)                                                      |      | 16,8            | 26                                | 1916              | |
| Маяк острова Сентинел     | Джуно (зал. Линн-Канал, о. Сентинел)                                          |      | 15,5            | 26                                | 1935              | Второй маяк на этом месте с 1902 г. |
| Маяк острова Гард         | Кетчикан-Гейтуэй (проливы Кларенс и Тонгасс-Нарроуз)                          |      | 9,1             | 23                                | 1924              | Второй маяк на этом месте с 1904 г. |
| Скотч-Кэп                 | Восточные Алеутские острова (Алеутские острова, Лисьи острова, о. Унимак)     |      | 7,9             | 34                                | 1950              | Третий маяк на этом месте с 1903 г. Из шестерых погибших в результате землетрясения 1946 года аляскинцев пятеро были смотрителями этого маяка. С 1971 г. заменён на автоматическую «скелетную башню». |
| Маяк Пойнт-Ретрит         | Юго-Восточная Аляска, Джуно (арх. Александра, о. Адмиралти, зал. Линн-Канал)  |      | 7,6             | 19                                | 1923              | Второй маяк на этом месте с 1904 г. |
| Маяк мыса Спенсер         | Хуна-Ангун (нац. парк Глейшер-Бей)                                            |      | 7,6             | 32                                | 1925              | |
| Маяк мыса Сарычева        | Восточные Алеутские острова (Алеутские острова, Лисьи острова, о. Унимак)     |      | 7               | 52                                | 1950              | Был самым западным и самым изолированным маяком Северной Америки. Второй маяк на этом месте с 1904 г. Отключён в 1979 г., снесён в 1999 г.                                                            |